# Luis Vega
Luis Enrique Vega Molina (Corozal, 19 giugno 1994) è un pallavolista portoricano, schiacciatore dei Changos de Naranjito.

## Carriera

### Club
La carriera di Luis Vega inizia nei tornei scolastici portoricani, giocando per tre annate con la Bayamón MA. Dopo il diploma gioca a livello universitario negli Stati Uniti d'America, dove con lo Springfield prende parte alla NCAA Division III dal 2013 al 2017, saltando l'annata 2015 e conquistando due titoli nazionali, impreziositi da diversi riconoscimenti individuali, tra i quali spicca quello di National Player of the Year.
Fa il suo esordio da professionista in patria, ingaggiato per la Liga de Voleibol Superior Masculino 2017 dai Changos de Naranjito. Si trasferisce quindi in Germania, partecipando alla 2. Bundesliga nel campionato 2017-18 col Giesen, con cui centra la promozione in 1. Bundesliga; rientrato in patria, partecipa alla LVSM 2018, difendendo ancora i colori dei Changos de Naranjito.
Nel campionato seguente gioca nella Superliga de Voleibol Masculina spagnola con il Río Duero Soria, che tuttavia lascia a metà annata, tornando anche dopo questa esperienza alla franchigia di Naranjito per la LVSM 2019. Dopo la cancellazione del campionato portoricano del 2020, torna in campo nella stagione 2021, sempre con la franchigia di Naranjito, aggiudicandosi lo scudetto; nel 2022 fa un'altra esperienza all'estero con la formazione omanita dell'Al-Kamil & Al-Wafi.
Torna ai Changos de Naranjito per la Liga de Voleibol Superior Masculino 2022. Dopo aver partecipato alla NVA 2023 coi Puerto Rico Pythons, torna di scena con la franchigia di Naranjito nella Liga de Voleibol Superior Masculino 2023.

### Nazionale
Nel 2024 debutta in nazionale alla NORCECA Final Four, dove vince la medaglia di bronzo.

## Palmarès

### Club
- NCAA Division III: 2

2014, 2017
- Campionato portoricano: 1

2021

### Nazionale (competizioni minori)
- NORCECA Final Four 2023

### Premi individuali
- 2014 - All-America First Team
- 2016 - All-America First Team
- 2017 - All-America First Team
- 2017 - National Player of the Year